# Ambrysus amargosus
Ambrysus amargosus ist eine vom Aussterben bedrohte Schwimmwanzenart, die in Ash Meadows, Nye County, Nevada endemisch ist.

## Merkmale
Die Art wird 6 bis 6,5 mm lang und 4 bis 4,5 mm breit. Der Körper ist eiförmig. Das Dorsum ist kräftig bunt. Die Unterseite ist gelblich. Der kleine Genitalfortsatz des Männchens und die Form der leicht asymmetrischen Subgenitalplatte (das ist der an der Einlenkung des Genitalapparats befindliche ventrale Eilegeapparat) des Weibchens sind diagnostisch. Ambrysus amargosus ist flugunfähig. Die Hinterflügel sind auffällig verkürzt und erreichen nur die Mitte des vierten Tergums.

## Vorkommen
Das Verbreitungsgebiet von Ambrysus amargosus ist auf ein kleines Areal in den Point-of-Rocks Springs in Ash Meadows beschränkt, wo die Art in wenigen Strömungskanälen vorkommt, die nicht mehr als 0,3 m breit und 10 m lang sind. Diese Rinnsale sind Reste des einstigen Lebensraums, nachdem das fließende Quellwasser kanalisiert und aufgestaut wurde. 1985 legte der United States Fish and Wildlife Service 4 Hektar an kritischem Lebensraum für diese Art fest.

## Lebensraum und Lebensweise
Ambrysus amargosus bevorzugt den Kiesboden der schnell fließenden Teile der heißen Quelle, wo das Wasser nur ein paar Zentimeter tief ist. Exemplare wurden nicht weit unterhalb der Quelle gefunden. Die Lebensweise von Ambrysus amargosus ist nur wenig studiert. Von nahe verwandten Arten ist bekannt, dass ihre Nahrung aus Insektenlarven besteht und dass sie ihre Eier unter Wasser auf dem Kiesboden ablegen.